# Taneční hodiny pro starší a pokročilé
Taneční hodiny pro starší a pokročilé jsou próza českého spisovatele Bohumila Hrabala. Tvoří ji monolog hlavního hrdiny tvořený jednou jedinou dlouhou větou. Hlavní hrdina je typickou hrabalovskou postavou pábitele (člověka posedlého řečí), známou i z jeho jiných knih. Nese rysy strýce Pepina známého například z Postřižin, ale není tak nazýván. Nicméně stejně jako on je vyučený švec a hojně cituje z "pohlavní zdravovědy páně Batisty". V době vyprávění je mu 70 let. Vypráví spoustu historek, které posbíral během svých cest za prací po Rakousko-Uhersku, nebo v rakouské armádě, kterou adoruje a obdivuje; také užívá řadu germanismů. Označuje se za "ctitele evropské renesance", což je jakási směska několika myšlenek (Havlíček, Goethe) a lásky k životu, zejména erotickému ("císař ten dovedl pěstovat evropskou renesanci se Šratovou"). Na jednom místě prózy je vyzrazeno, že monolog má svého posluchače, a to krásnou slečnu Kamilu, která trhá třešně, a kterou stařec pozoruje. Kniha vyšla oficiálně prvně roku 1964, Hrabal nicméně první verzi textu napsal již v roce 1949. Tehdy vznikla záznamem promluv Hrabalova skutečně existujícího strýce Pepina. Výpověď v první osobě užil Hrabal v oficiálně vydané próze poprvé, později se stala jeho typickým nástrojem (zejm. Obsluhoval jsem anglického krále, Příliš hlučná samota). Próza bývá označována za novelu.
Blahoslav Dokoupil ve Slovníku české prózy (1994) o slohu knihy napsal: "základním stylovým efektem je posun a konotační zvrstvení významů, ke kterému dochází jednak při nepřesném nebo z obecného hlediska nenáležitém užití slov, frází a obrazů, jednak při střetech významových rovin na švech jednotlivých textových segmentů, jež autor spojuje metodou koláže. Mluvčí Tanečních hodin nesdílí obecně přijatou - pragmatickou a utilitární - soustavu životních hodnot, a jeho vidění světa je už proto "posunuté", ozvláštňující. Tím, že navíc neustále přeskakuje z jednoho kontextu do druhého, od jedné představy k jiné, nastávají v jeho promluvě bezděčné významové zkraty, slova a obrazy se vyvazují ze svých obvyklých, zkonvenčnělých souvislostí." 
O hlavním hrdinovi Dokoupil konstatuje: "Promluva strýce Pepina je taková, jaká je i jeho povaha: nezáludná, otevřená vůči světu a lidem, dychtivě přijímající všechno, co se kolem děje, bezmezně vitální a věčně užaslá. Pro Pepina je vše, co život přináší, podnětem k hravému přetváření prostřednictvím řeči, a řeč je pro něj skutečnější než skutečnost sama: jako pravdivé se mu jeví ne to, co se skutečně stalo, ale to, co si vybájil ve svých nezastavitelných promluvách. (...) Řečí, která je založena na hře, proměňuje Pepin 'slzavé údolí v smích'. Účinnost jeho řečové kreace je přitom těsně spjata s užitými jazykovými prostředky, jež posilují mluvní charakter textu a spoluutvářejí iluzi aktuálně prožívané komunikační situace."